# Parade (Ballett)

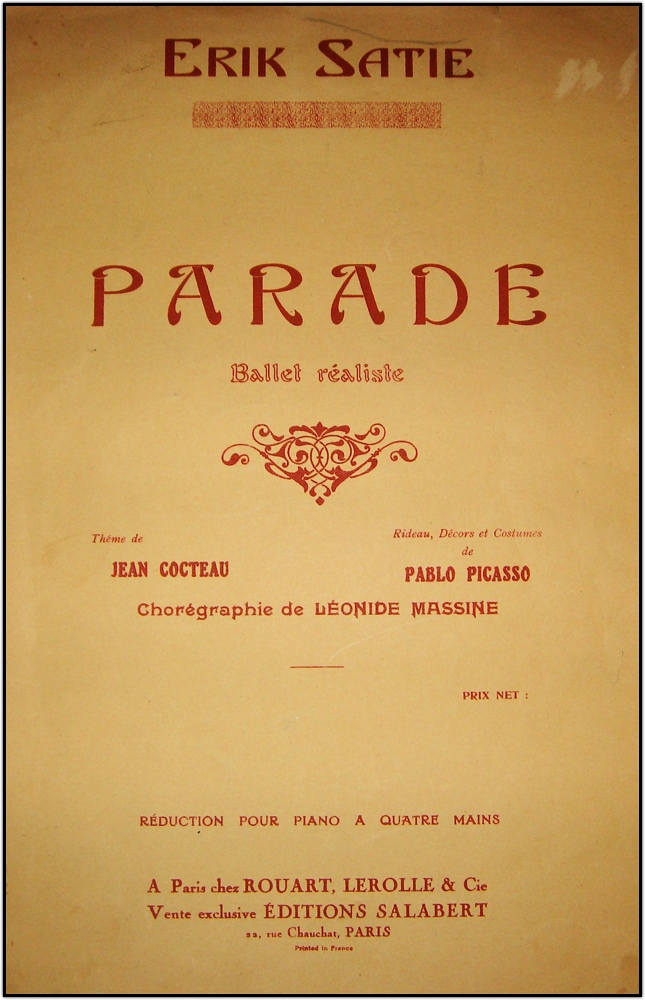
Titelblatt Parade, Rouart, Lerolle & Cie., Éditions Salabert, Paris 1917 (Klavierfassung für vier Hände)

Parade – Ballet réaliste ist der Titel eines Balletts in einem Akt nach einem Thema von Jean Cocteau und mit der Musik von Erik Satie, der es in den Jahren 1916/1917 für Sergei Djagilews Ballets Russes komponierte. Die Kostüme, den Vorhang und das Bühnenbild entwarf Pablo Picasso. Das Ballett wurde am 18. Mai 1917 am Théâtre du Châtelet in Paris in der Choreografie von Léonide Massine, dirigiert von Ernest Ansermet, uraufgeführt und verursachte einen Skandal.
Parade gilt als Schlüssel- und Ausgangswerk einer „avancierten Form multimedialen (Tanz-)Theaters“.  In einer bis dahin nicht gekannten Form der Kooperation verwirklichten herausragende Persönlichkeiten der Pariser und der internationalen Avantgarden 1917 ihre individuellen Inspirationen und Ideen in einem kollektiv entstandenen Bühnenspektakel.

## Handlung
Parade zeigt eine Schaustellertruppe, die auf der Straße vor dem Rummelplatz Proben ihrer Kunst gibt, um das Publikum in ihre Schaubude zu locken. Ein französischer und ein amerikanischer Manager machen die Reklame. Ein chinesischer Zauberkünstler sowie ein Akrobatenpaar zeigen ihre Attraktionen: Der chinesische Zauberer jongliert mit einem Hühnerei, die beiden Akrobaten zeigen ihr Können auf dem Hochseil und am Trapez. Ein amerikanisches Mädchen kommt vorbei und fotografiert. Ein Pferd, gemimt von zwei Darstellern, hat auf die Beine zu kommen und zu tänzeln. Das Publikum bleibt jedoch aus.

## Partitur und Musik

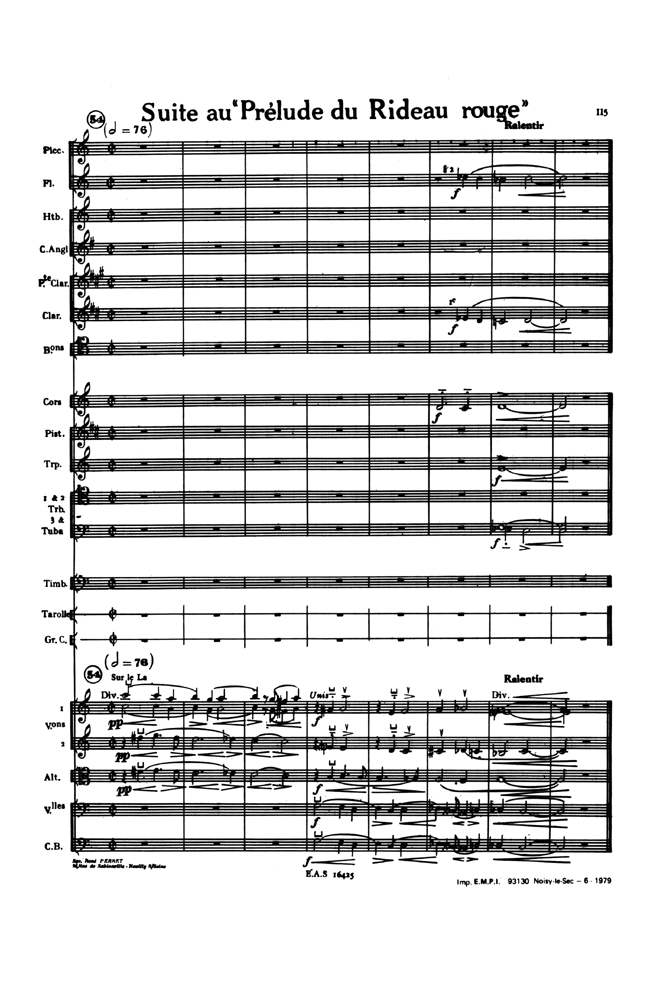
Erik Satie: Suite au Prélude du Rideau Rouge (1916/17)

Erik Saties Partitur, für die der Komponist mit Unterbrechungen über ein Jahr benötigte, hat eine Spielzeit von etwa 15 Minuten und besteht aus den sieben Kompositionsnummern Choral, Prélude du Rideau Rouge, Prestidigitateur Chinois, Petite Fille Américaine, Acrobates, Final und Suite au Prélude du Rideau Rouge. Im Ablauf des Balletts hat man jedoch die Wahl zwischen drei Versionen, die in Details voneinander abweichen: dem Szenario von Jean Cocteau, der eigentlichen Partitur und einem Klavierauszug für vier Hände, der wertvolle Angaben zur Verbindung der Handlung mit der Musik enthält. Saties Komposition enthält den Formteil Ragtime Rag-time du Paquebot, hinter dem sich ein Zitat des Broadway-Songs That Mysterious Rag von Irving Berlin und Ted Snyder aus dem Jahr 1911 verbirgt, der ab 1913 durch die Moulin-Rouge-Revue Tais-toi, tu m’affolles in Paris bekannt geworden war. Die übrige Musik besteht fast durchweg aus einem „statischen Klangdekor, das seine in sich homogenen Vier-, Acht- und Zwölftaktgruppen nach einer ‚Baukastenmethode‘ aneinander reiht.“
Das „Szenario von Cocteau“ beinhaltet die Nummern Prestidigateur Chinois, Acrobates und Petite Fille Américaine, die Anordnung des vierhändigen Klavierauszugs zeigt die Anordnung Prélude du Rideau Rouge, Premier Manager, Prestidigateur Chinois, Petite Fille Américaine, Rag-time du paquebot, Acrobates, Supprème Effort et Chute des Managers sowie Suite au Prélude du Rideau Rouge. Der Klavierauszug und die Partitur „stimmen in der Verklammerung des Balletts durch die ouvertürenartige Fuge“ im Prélude du Rideau Rouge und der nur wenig geänderten Wiederholung durch die Suite au Prélude du Rideau Rouge überein.
Die Musik, von der gelegentlich behauptet wird, dass sie „kubistisch“ sei, wird aufgrund der A-B-A-Anlage ihrer einzelnen Sätze auch als neoklassizistisch eingeordnet, zumal das „für die kubistische Technik typische Zerschlagen der Zusammenhänge und ihr unsymmetrisches Wiederzusammensetzen“ fehle. Das Finale besteht aus dem schnellen Ragtime, dem ersten überhaupt in Europa komponierten, mit dem die Schausteller in ihrer Nummernfolge erfolglos versuchen, Besucher herbeizulocken, und den Satie deshalb am Ende gerne traurig gespielt haben wollte.
Die Partitur enthielt verschiedene Geräuschtypen, nach Art Lärm machender „Instrumente“, die Parade den avantgardistischen Anstrich gaben und Publikum und Presse zum heftigen Widerstand bewegten, wie Flaschenspiel, „tönende Pfützen“, Lotterierad, Schreibmaschine, Nebelhorn, elektrische Klingel, Revolverschüsse sowie zwei Sirenen. Formal wird Parade deshalb auch „[…] als eine Tanzsuite mit Jazz- und Geräuschelementen“ gekennzeichnet. Diese sogenannten „trompes l’oreilles“ (Ohren-Täuschungen) fügte Jean Cocteau mit dem Einverständnis von Satie der Musik hinzu; er hielt sie „zur Präzisierung seiner Figuren für unerläßlich“. Möglicherweise ist die Verwendung von Alltagsgeräuschen eine Anregung aus Italien gewesen, wo die Planung für das Ballett stattgefunden hatte. Die italienischen Futuristen der Musik lehnten nach dem Manifest „Musica futuristica“ von Francesco Balilla Pratella aus dem Jahr 1911 die gebräuchlichen Musikinstrumente ab und setzten stattdessen ihre Werke aus Geräuschen zusammen, sie wollten „den großen innersten Motiven der Tondichtung das Reich der Maschine und die siegreiche Herrschaft der Elektrizität hinzufügen“.

## Entstehung
Den ersten Einfall für ein Ballett hatte Jean Cocteau bereits im Frühjahr 1913, als er Le Sacre du printemps von Igor Strawinski, unter der Leitung von Sergei Djagilew und choreografiert von Vaslav Nijinsky, gesehen hatte. Sein Plan, mit Strawinski ein Ballett nach dem biblischen David-Thema im Zirkusmilieu zu entwickeln, scheiterte. Mit der Idee zu einem Ballett Parade, das zeigen sollte, wie Zirkusartisten versuchen, die Aufmerksamkeit ihrer Zuschauer für ihre Vorführung zu erringen, stieß er auf Djagilews Interesse. Zirkus-, Akrobaten- und Schaustelleratmosphäre war zu dieser Zeit schon seit fast dreißig Jahren in Mode. Als Spielart der Bohème war sie eine Idealisierung und Poetisierung der Zigeuner und des fahrenden Volkes seit dem 18. Jahrhundert. Schon Edgar Degas zeichnete 1874/75 Tänzerinnen, und Paul Cézanne malte 1881 Pierrot und Harlekin, gefolgt von weiteren Harlekinen in den Jahren 1888 bis 1890. Georges Seurat malte seinen Zirkus im Jahre 1891, und von Henri de Toulouse-Lautrec entstanden 1899 39 Blätter mit dem Titel Au Cirque, die durch seine Besuche im Nouveaux Cirque in der Rue Saint-Honoré in Paris angeregt wurden, der seit 1880 Treffpunkt der „monde élégant“ war. Nach Toulouse-Lautrec schuf Pablo Picasso innerhalb seiner „Rosa Periode“ im Winter 1904/05 mehrere Motive aus der Welt der Schauspieler und Artisten wie beispielsweise Les Saltimbanques. Die engste Verbindung zu Parade ist jedoch sein 1915 entstandener kubistischer Harlekin, den Jean Cocteau bereits im November dieses Jahres in Picassos Atelier sah.
Jean Cocteau hörte 1915 in einem Konzert Erik Saties Trois morceaux en forme de poire und wandte sich an den Komponisten mit seiner Idee. Satie, der noch nie eine Komposition für ein Ballett geschrieben hatte, stimmte zu.  Die Produktion des Balletts Parade begann während des Ersten Weltkriegs 1916/1917. Die Choreografie übernahm Léonide Massine, Meistertänzer der Ballets Russes, Liebhaber von Djagilew und Ersatz für Vaslav Nijinsky, der Paris kurz vor dem Ausbruch des Weltkriegs verlassen hatte. Pablo Picasso, der über Edgar Varèse 1915 Cocteau kennengelernt hatte und im Mai 1916 von Cocteau eingeladen wurde, das Design und den Dekor für Parade zu entwerfen, stimmte im August desselben Jahres einer Mitwirkung zu; er gestaltete das Bühnenbild, die Kostüme sowie den Bühnenvorhang. Im Februar 1917 schlossen sich Cocteau und Picasso der Gruppe der Ballets Russes um Djagilew, Massine, Strawinski und Léon Bakst in Rom an, um vom 19. Februar bis 9. April die Aufführung vorzubereiten. Während seiner Arbeit in Rom verliebte sich Picasso in eine von Djagilews Tänzerinnen, Olga Chochlowa, die er 1918 in Paris heiratete.
Die Selbständigkeit der beteiligten Künstler geriet zum Problem. Während sich Satie mit Picasso gut verstand, beklagte er sich über Cocteau, der den Eindruck erwecken wolle, Parade sei von ihm allein, was das Verhältnis zwischen Satie und Cocteau nachhaltig belastete. In finanzieller Hinsicht wurde der sich stets in Geldnöten befindende Satie bevorzugt. Der im Januar 1917 geschlossene Vertrag zwischen den drei Künstlern besagte, dass Cocteau die Tantiemen in einer Höhe bis zu 3000 Franc für jede Vorstellung erhalten und sie dann in voller Höhe an Satie abtreten solle. Die darüber hinausgehenden Beträge würden zwischen Komponist und Librettist geteilt. Der Bühnenbildner Picasso ging dabei leer aus.

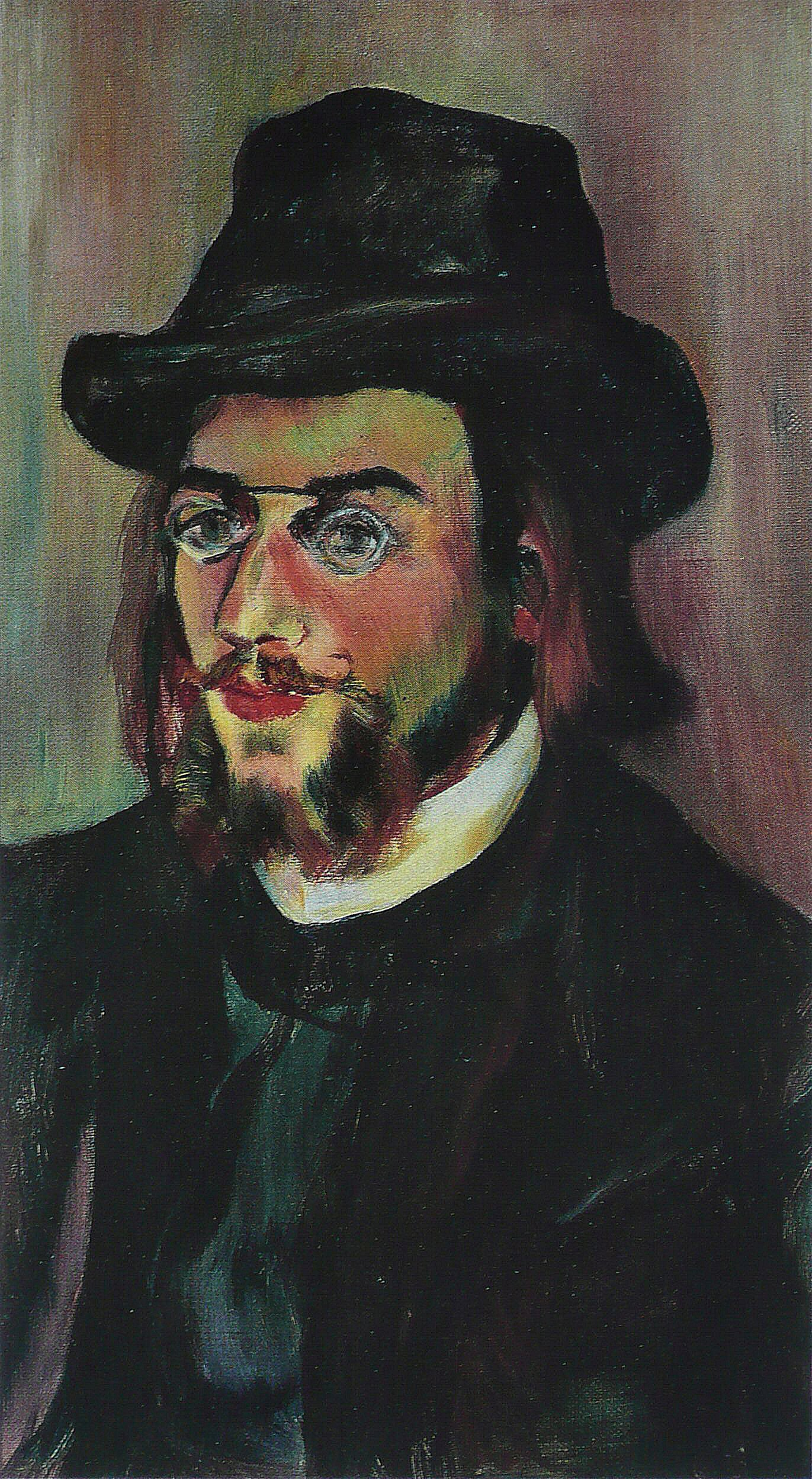
Suzanne Valadon: Erik Satie, 1893
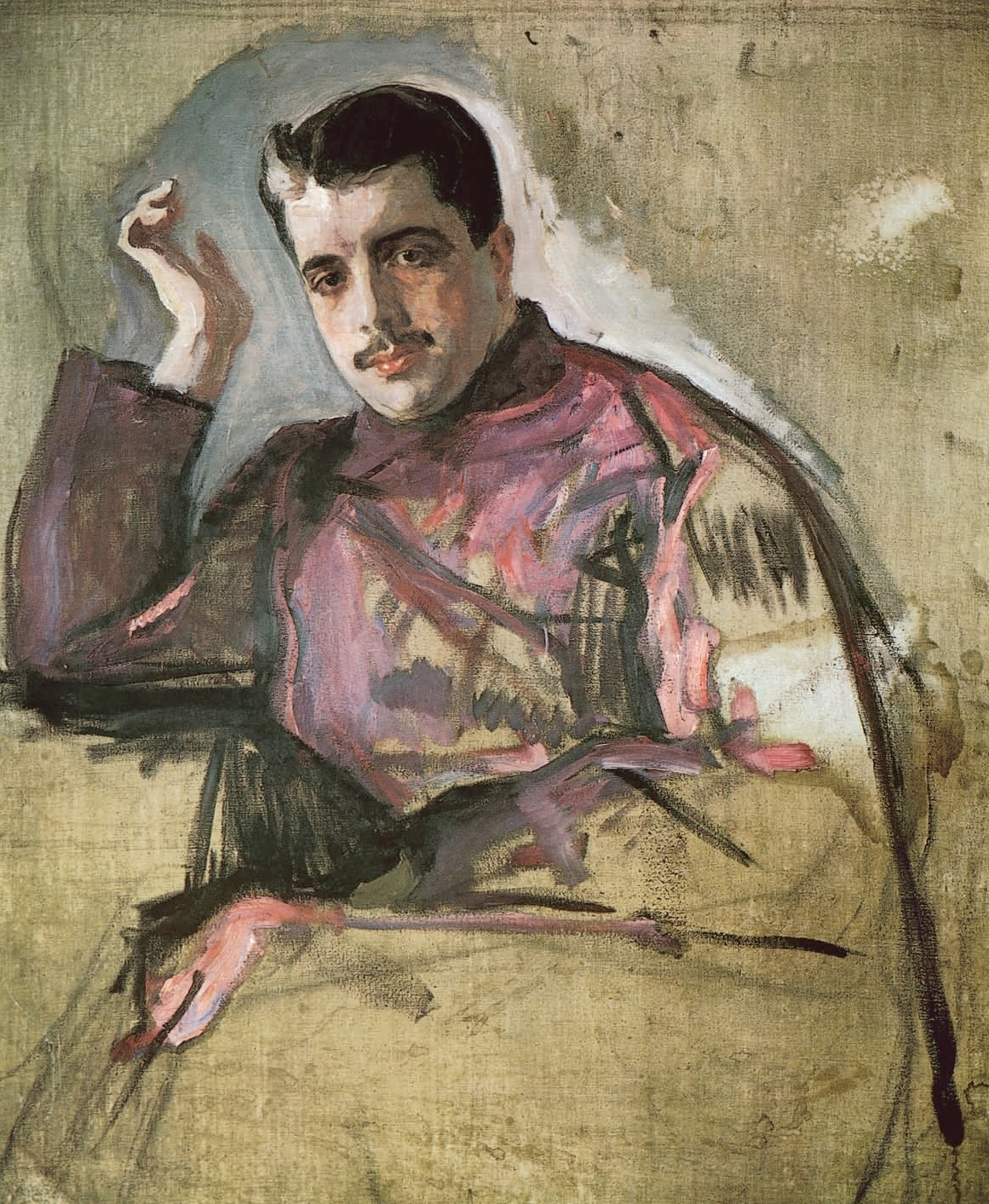
Walentin Alexandrowitsch Serow: Sergei Djagilew, 1909
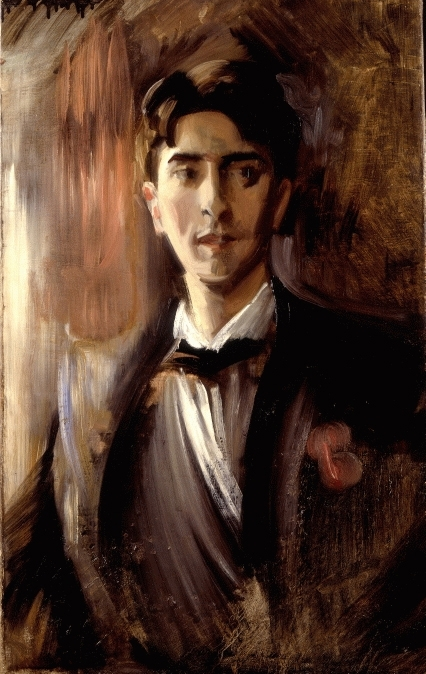
Federico de Madrazo de Ochoa: Jean Cocteau, um 1910/1912
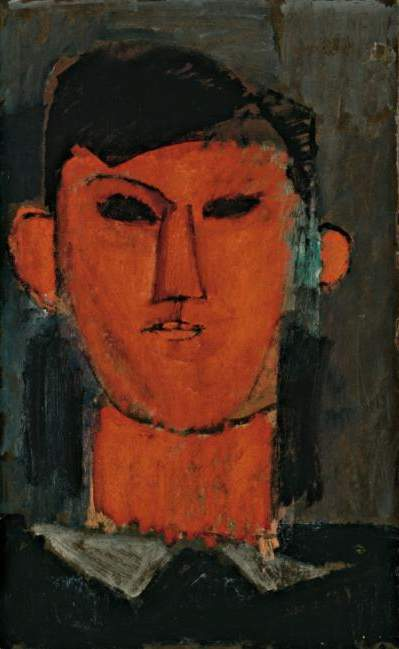
Amedeo Modigliani: Pablo Picasso, 1915
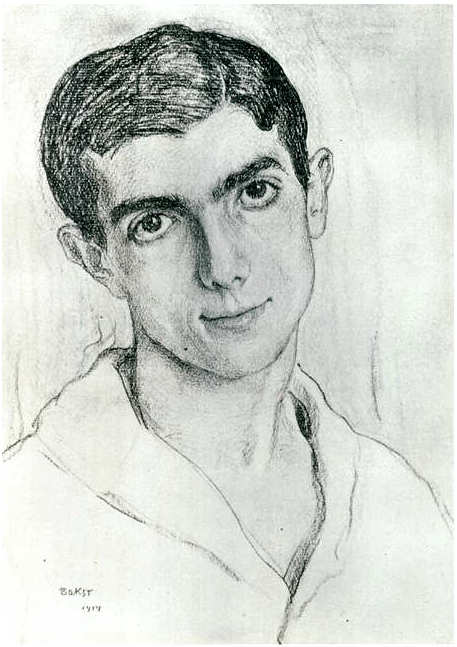
Léon Bakst: Léonide Massine, 1914

## Uraufführung 1917
Parade war die erste Zusammenarbeit zwischen Satie, Cocteau und Picasso, ihre erste Auseinandersetzung mit einem Ballett sowie die erste gemeinsame Produktion mit Djagilew und den Ballets Russes. Die Produktion markiert den Beginn einer neuen Verbindung der verschiedenen Künste in der klassischen Moderne des 20. Jahrhunderts.

### Ausstattung
Bei seiner Gestaltung der Bühne und der Kostüme richtete sich Picasso nach Cocteaus Grundgedanken einer Collage aus Theater, Zirkus, Varieté und Großstadtleben. Das Bühnenbild gestaltete er als einen Prospekt aus abstrahierten Hochhäusern mit einem Durchgang, der von einer Lyra gekrönt und mit einem zu öffnenden weißen Vorhang versehen war für die Auftritte der Tänzer; davor verwies zu den beiden Seiten ein angedeutetes Geländer auf den Eingang zu einem Rummelplatz auf dem Proszenium.

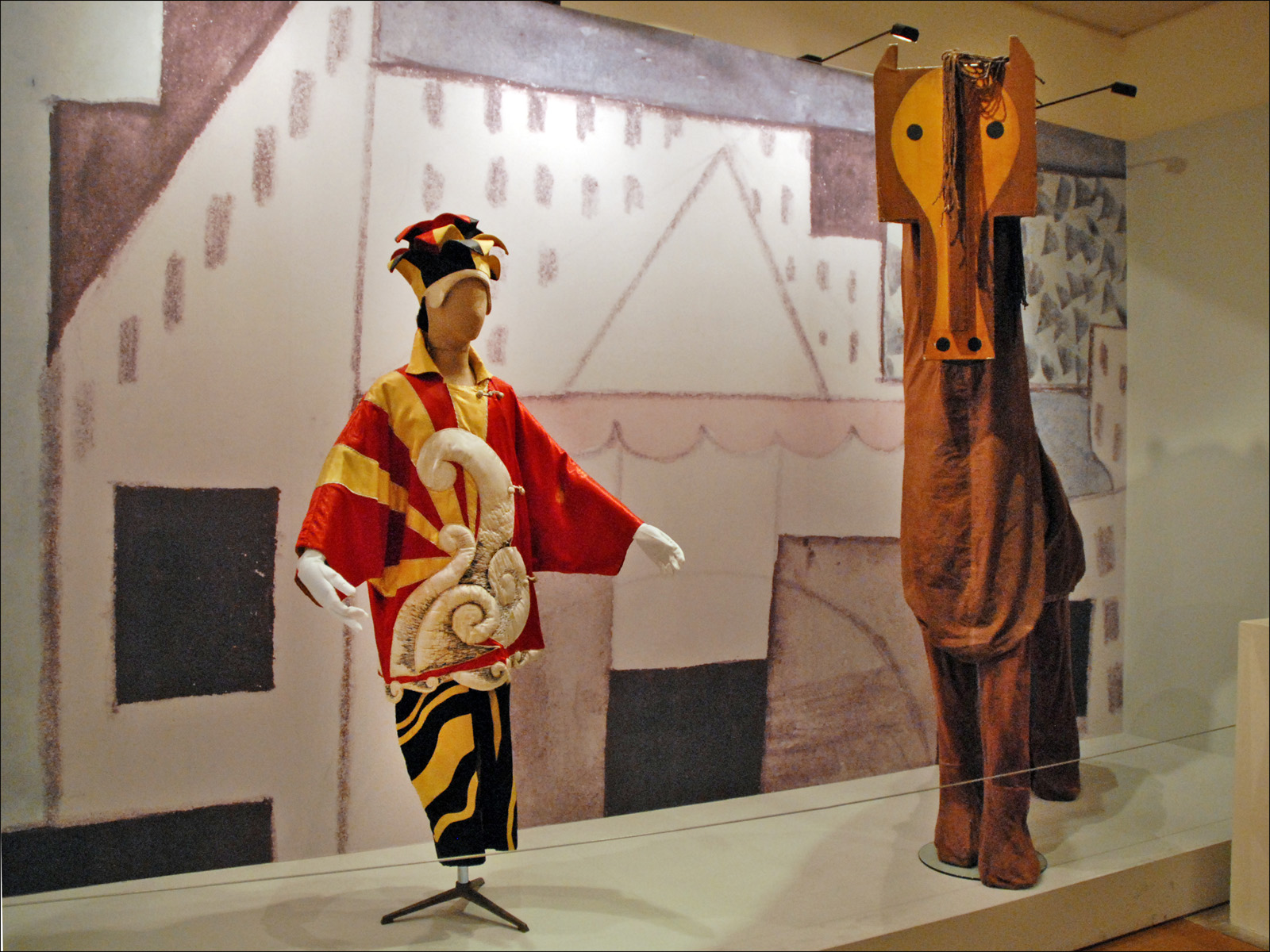
Der chinesische Zauberer und das Pferd (Nachbildung)

Für die fast drei Meter hohen Figuren der Manager, mit denen in der Inszenierung der Kubismus auf die Bühne kam, verwendete Picasso Wellpappe, Tücher, Metall und Altwaren, die er im und nahe dem Théâtre du Châtelet auffand. Der amerikanische Manager setzte sich aus Elementen wie Cowboygarderobe, Lasso, Wolkenkratzer mit rauchendem Kamin, überdimensionaler Pistolenhalterweste, einer Reklametafel mit der Inschrift PA/RA/DE und einem überdimensionalen Megafon zusammen, und der französische Manager kam in Gestalt des kosmopolitischen Dandys mit Attributen wie Pfeife, Frack und Schnurrbart, flankiert von den Bäumen der Boulevards, daher.
Picassos und Cocteaus Ideen zu den Figuren des Balletts waren von der aktuellen Unterhaltungskultur inspiriert; so hatten für den Zauberer der durch Europa tingelnde Trickkünstler Chung Ling Soo und für das amerikanische Mädchen Pearl White und Mary Pickford, bekannte Darstellerinnen des Stummfilms, Pate gestanden. Für den chinesischen Zauberer entwarf Picasso ein bunt leuchtendes Phantasiekostüm in Gelb, Rot und Schwarz mit Schneckenapplikation, die Farben in freien Flächen und Linien verteilt. Das amerikanische Mädchen wurde in seine Straßenkleidung gesteckt, ein Matrosenkleidchen mit Söckchen, und bekam eine überdimensionierte Schleife auf den Kopf. Die Akrobaten trugen hingegen ihre Arbeitskleidung: blauweiße, hautenge Trikots.
Während Picassos Bühnenbild und die Kostüme der beiden Manager eine kubistische Formensprache aufwiesen, änderte er den Bühnenvorhang im letzten Augenblick, inspiriert durch die italienische Kunst des 19. Jahrhunderts. Picasso malte eine Gruppe von Schaustellern und Komödianten in einer Traumatmosphäre, mit einem geflügelten weißen Pferd vor der romantischen Kulisse aus einer Landschaft mit Ruinen; sobald der Vorhang geöffnet wurde, erschien das kubistische Szenario der Stadt mit den Managern. Der Vorhang, zu dem Saties Choral erklang, enttäuschte indes das intellektuelle Publikum. Léon Bakst kritisierte den Vorhang als nicht avantgardistisch, sondern als zu „passéiste“ (altmodisch).

### Inszenierung
Unmittelbar nach Saties Fertigstellung seiner Partitur begannen die Proben für das Ballett Anfang 1917 in Rom, in denen Picasso zunehmend mit seinen Ideen die Darstellungen auf der Bühne beeinflusste. Die Inszenierung spekulierte darauf, einem Publikum, dem das städtische Leben auf den Boulevards vertraut war, das fahrende Volk nahezubringen. Satie hatte Geräusche des Alltags in die Musik eingebaut, die Cocteau in seinem Libretto nun durch Megafonrufe von Kauderwelsch ergänzen wollte – eine Idee, die am Widerstand vor allem der Balletttruppe scheiterte. Der Choreograf Massine, dem die kulturelle westliche Welt bis dahin noch kaum vertraut war, studierte deren Gestiken und setzte sie in getanzte Zeichen um. So charakterisiert seine Choreografie die Figuren der Straße durch Elemente ihres Alltags, die kulturellen Codes werden zeichenhaft demonstriert; die Auftritte folgen einem einfachen Aufbau.

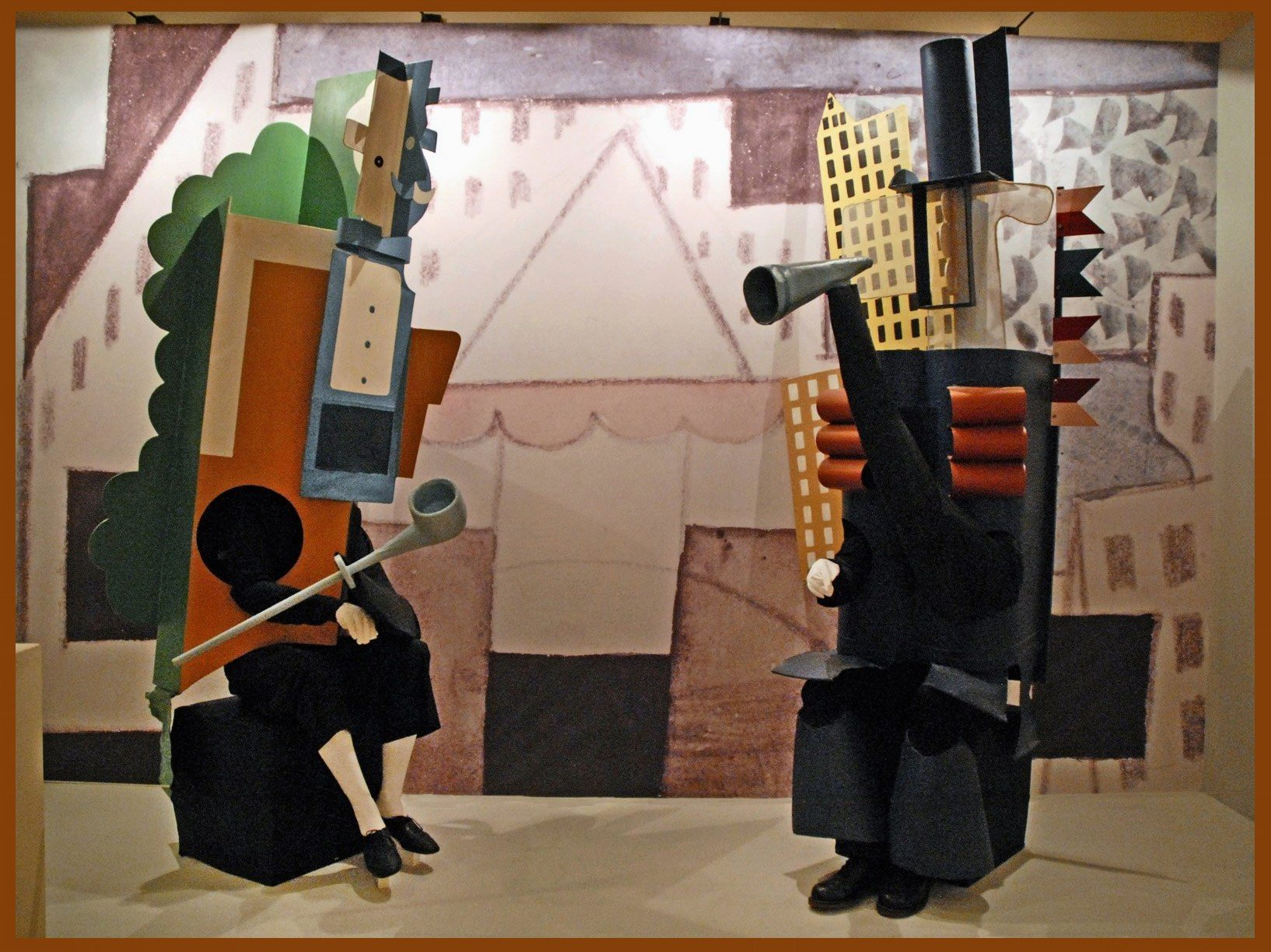
Der französische (links) und der amerikanische Manager (Nachbildung)

Als erstes erscheinen die Manager, die Massine wie lebende Reklameschilder über die Bühne stampfen lässt. In den drei folgenden Auftritten des chinesischen Zauberers, des kleinen amerikanischen Mädchens und des Artistenpaars markieren sie die Übergänge wie Wächter oder Nummerngirls. Von Picasso kubistisch monströs ausgestattet, erscheinen sie als Stereotype der Welt des Geschäfts und des Geldes. Der chinesische Zauberer, den Leónide Massine selbst tanzte, ist eine lustige Person, die in flinker, marionettenartiger Beweglichkeit ein unsichtbares Ei hervorzaubert, es verspeist und hernach auf ihrer Schuhspitze einsammelt mit der Intention, ein ersehntes Publikum neugierig zu machen auf weitere Zaubertricks. Der daran anschließende Auftritt des amerikanischen Mädchens, 1917 getanzt von der Ballerina Marie Chablenska, ist in Anlehnung an zitternde Stummfilmbilder als schnelle Bewegungsfolge choreografiert, in der das Mädchen Fahrrad fährt, wie Charlie Chaplin läuft, einen Gauner verfolgt, boxt und Ragtime tanzt, schläft, Schiffbruch erleidet und fotografiert. Das Artistenpaar zeigt in der traditionellen Tanzkunst des Pas de deux sein Können im Seiltanzen und Figuren der Akrobatik am Trapez.
Ursprünglich war von Picasso und Cocteau eine dritte Managerfigur vorgesehen, ein „Neger“ in Form einer Schaufensterpuppe, die auf einem von zwei Tänzern gegebenen Pferd reiten sollte.  Während einer der Schlussproben brach die „Negerpuppe“ jedoch die Pferde-Konstruktion entzwei, bei der Generalprobe fiel sie zur allgemeinen Heiterkeit herunter und man verzichtete nun ganz auf sie. Das von Picasso ersonnene Pferd blieb allerdings in der Aufführung, in einer von Massine streng symmetrisch angelegten Choreografie ohne Musik, in der es eine wiederholte Folge von Tänzeln, Umherschauen, Steigen, wackelndem Hinterteil, Umherschauen, Niederlegen, Tänzeln usw. vorführt. Anschließend folgt das Finale, das alle Figuren auf der Bühne vereint und ihre individuellen Reaktionen auf das Ausbleiben des Publikums ausdrückt.

### Skandal
Als Picassos Vorhang am Ende der Vorstellung am 18. Mai 1917 fiel, brach im Saal ein Tumult aus, in dem die lautstarken Ablehnungen der Aufführung den Applaus übertönten. Ähnlich wie zwanzig Jahre vorher Alfred Jarrys Ubu Roi, folgte auch der Aufführung von Parade ein Skandal. Ein Kritiker von La Grimace schrieb, dass der „unharmonische Clown Satie“ seine Musik aus Schreibmaschinen und Rasseln komponiert habe und sein Komplize, der „Stümper Picasso“ auf die „nie endende Dummheit der Menschen“ spekuliere. Und Guillaume Apollinaire, „dem Dichter und naiven Visionär“ gelinge es, „alle Kritiker, alle Stammgäste der Pariser Premieren, alle Lumpen aus der Butte und die Trunkenbolde vom Montparnasse zu Zeugen des extravagantesten und sinnlosesten aller verhängnisvollen Produkte des Kubismus zu machen.“
Der sowjetische Schriftsteller Ilja Ehrenburg, ein Freund Picassos, der in Paris im Exil lebte, beschrieb die spektakuläre Premiere im Mai 1917 im Pariser Théâtre du Châtelet so: „Die Musik gab sich modern, das Bühnenbild war halb kubistisch […] Die Parterregäste rannten zur Bühne und schrien markdurchdringend: ‚Vorhang!‘ […] Und als ein Pferd mit kubistischer Schnauze Zirkusnummer vorführte, verloren sie endgültig die Geduld: ‚Tod den Russen! Picasso ist ein Boche! Die Russen sind Boches!‘“ Picassos Freunde jedoch waren begeistert.

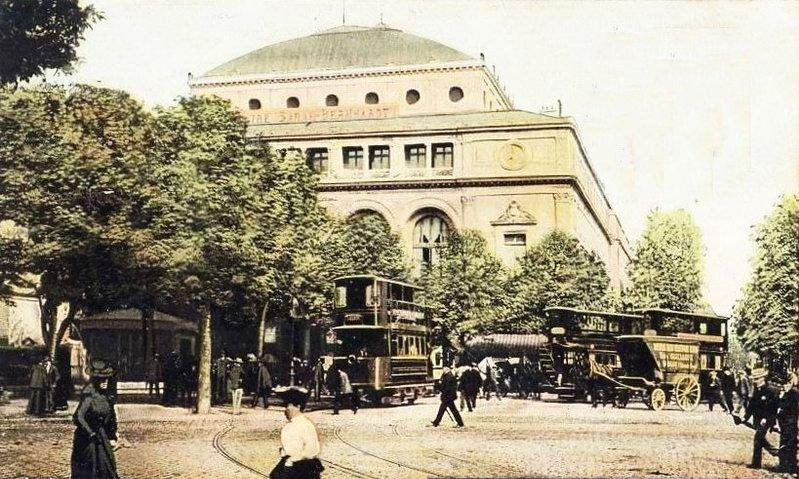
Das Théâtre du Châtelet um 1900

Die Irritation des Publikums durch die ungewöhnliche künstlerische Arbeit von Cocteau, Satie, Picasso, Massine und den Tänzern der Ballets Russe war für die Buh-Rufe jedoch weniger ausschlaggebend als vielmehr die mitten im Krieg mit Deutschland stattfindenden politischen Auseinandersetzungen, die ein „Trommelfeuer der Chauvinisten“ erzeugten. Alles, was nicht französisch war und nicht die französische Kriegsmoral stärkte, war dem Feind zuzurechnen, den Boches. In den avantgardistischen Künstlern von Montmartre und Montparnasse, wie der ganzen Künstlergeneration dieser Jahre, die man École de Paris nannte, sah das Publikum Feinde. Da zudem die beiden Pariser Galerien, die sich auf kubistische Werke spezialisiert hatten, in deutschem Besitz waren, wurde „kubistisch“ mit „deutsch“ gleichgesetzt. Die kubistische Parade wurde als Landesverrat angesehen.
Die Uraufführung hatte ein gerichtliches Nachspiel. Laut Gabriel Fournier (1893–1963), der einen detaillierten Bericht über den Prozess lieferte, gab es einen heftigen Streit zwischen Cocteau, Satie und Jean Poueigh, Musikkritiker des Carnet de la Semaine, der für Parade eine schlechte Kritik geschrieben hatte. Satie hatte ihm eine Postkarte geschrieben mit dem Text: „Monsieur et cher ami – vous êtes un cul, un cul sans musique! Signé Erik Satie“ („Mein Herr und lieber Freund – Sie sind ein Arsch, ein Arsch ohne Musik! Gezeichnet Erik Satie“) Der Kritiker verklagte Satie, und die Polizei nahm Satie während der Verhandlung bei Gericht fest, als er wiederholt „Cul!“ schrie. Das Urteil lautete auf acht Tage Gefängnis. Satie musste die Strafe aufgrund von Interventionen hochgestellter Persönlichkeiten nicht absitzen, sofern er sich innerhalb des Zeitraums von fünf Jahren nichts zuschulde kommen ließe. Den Rat von Freunden, einen Entschuldigungsbrief an den Kritiker zu schreiben, lehnte er ab. Stattdessen verfasste er eine „Lobrede auf die Kritiker“, die er im April 1918 als Eröffnung zu einem Konzert der „Nouveaux Jeunes“ öffentlich vortrug. Cocteau beschrieb in Lebensweg eines Dichters den Grund für den Skandal, der darin liege, dass die „Schlacht“ um Parade mit der blutigen Schlacht um Verdun zusammengefallen sei.

## Anschließende Aufführungen
Gegen Ende des Jahres 1917 gastierte das Ensemble mit Parade in Barcelona. Die Premiere fand am 10. November im Gran Teatre del Liceu statt, das auch in der Neuzeit (2006) das Ballett aufführte. In London geriet die Premiere mit den Ballets Russes am 14. November 1919 am Empire Theatre zu einem großen kulturellen Ereignis. Im Dezember 1920 wurde Parade von den Ballets Russes im Théâtre des Champs-Élysées erneut in Paris gezeigt. Im Mai des Jahres 1921 folgte eine Wiederaufnahme im Pariser Théâtre de la Gaité Lyrique.
Sieben Jahre nach der Uraufführung von Parade gab es 1924 erneut eine Zusammenarbeit von Satie mit Cocteau, Picasso und Massine. Das ebenfalls 15-minütige Ballett Les Aventures de Mercure wurde von Massine und Count Etienne de Beaumont produziert und hatte als Teil einer Serie von Avantgarde-Produktionen mit dem Titel „Les Soirées de Paris“ seine Premiere am 18. Juni im Pariser Théâtre de la Cigale, erreichte jedoch nicht die Aufmerksamkeit seines Vorgängers.

## Rezeption
Guillaume Apollinaire beschrieb Parade–Ballet réaliste im Programmheft von 1917 unter dem Titel „Parade et l’Esprit Nouveau“ als „eine Art von Über-Realismus (sur-réalisme)“, eine Wortschöpfung, die André Breton in einer „Hommage an Guillaume Apollinaire“ 1924 für sein erstes surrealistisches Manifest übernahm und damit den Begriff des Surrealismus kreierte. Im Programmheft stellte Apollinaire am Beginn seines Textes eine „neue Verbindung“ von Malerei und Tanz, von Plastik und Gebärde – auf der Bühne realisiert durch den Maler Picasso und den „kühnsten der Choreographen, Léonide Massine“ – fest. Er unterscheidet damit ausdrücklich die Zusammenarbeit unabhängiger Künstler zur Schaffung eines eigenständigen, „nichtmimetischen Kunstwerks“ von der von ihm abgelehnten Form des Gesamtkunstwerks Wagner’scher Prägung aus dem 19. Jahrhundert.

### Unmittelbare Wirkungen

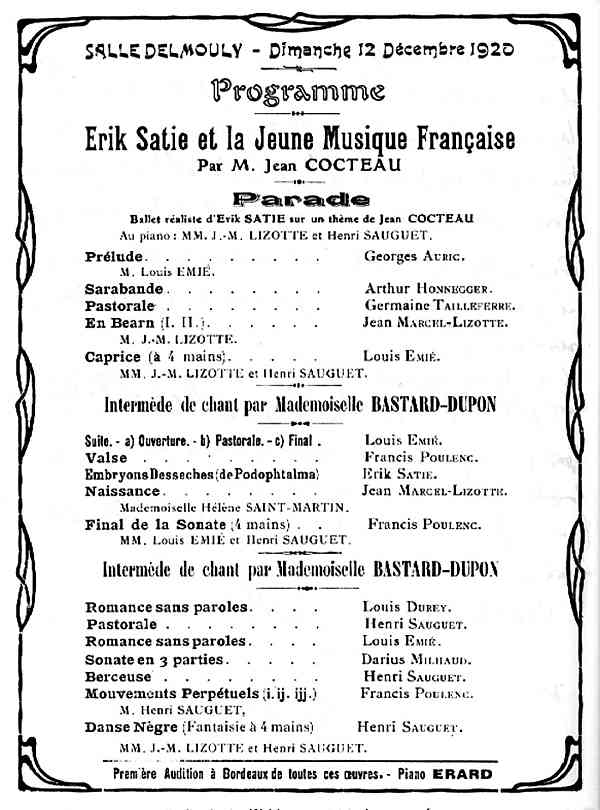
Programmblatt der Aufführung Parade in der Klavierfassung für vier Hände im Salle del Mouly, Bordeaux 1920

Der unter anderem auch durch die Geräusche in Parade hervorgerufene Skandal wurde in Zürich wahrgenommen, woraufhin Erik Satie in die Dada-Bewegung aufgenommen wurde. Marcel Janco bemerkte dazu, dass „zahlreiche Literaten, Pamphletisten, Skatologen, Maler, Musiker, Invertierte, […] eine Vielzahl deutscher Schriftsteller, ja sogar Diplomaten […]“ den Dada-Titel für sich beanspruchten, jedoch ohne Berechtigung. Er „würde dagegen vorschlagen, bestimmten großen Männern diesen Titel von Amts wegen zu verleihen“, so zum Beispiel Charlie Chaplin, Voltaire, Erik Satie, Niccolò Machiavelli, Napoleon Bonaparte, Pablo Picasso, Molière, Max Jacob oder Sokrates. Der Abschnitt „Rag-time du paquebot“ war als „Rag-time Dada“ in einer Klavierfassung, die Stephane Chapelier (unter dem Pseudonym „Hans Ourdine“) erstellt hatte, Teil des Programms der Dada-Tournee Theo van Doesburgs und Kurt Schwitters’ im Jahr 1923.
Die Musik des Balletts inspirierte mehrere junge Musiker zu einer neuen französischen Kunst, sie suchten Satie auf und wurden als seine Schüler angesehen. Unter ihnen waren beispielsweise Francis Poulenc, der eine Vorliebe für Zirkus und Jahrmarkt hatte, und Darius Milhaud, der, aufgrund der gemeinsamen Freude an Kuriositäten mit Satie die engste Beziehung zum Komponisten hatte. Sie formierten sich zur Groupe des Six, gegründet 1918. Der Kritiker und Komponist Henri Collet erfand den Namen, als er ein Feuilleton über sie in der Zeitschrift „Comoedia“ mit der Überschrift „Les cinq Russes et les six Français“ schrieb. Er war eine Anspielung auf die russische Gruppe der Fünf. Satie war ihr Schutzpatron, Cocteau übernahm die Patenschaft und ebnete ihnen den Weg in die Konzertsäle. Henri Sauguet, der der Groupe de Six nahestand, gründete in Bordeaux gemeinsam mit Louis Emié und Jean-Marcel Lizotte die Groupe des Trois, deren erstes Konzert am 12. Dezember 1920 dort im Salle del Mouly stattfand. Das Konzert bestand aus Werken beider Gruppen sowie aus Erik Saties Parade.

### Ausstellungen und Wiederaufnahmen
Die Frankfurter Schirn zeigte Ende 2006 bis Anfang 2007 unter dem Titel Picasso und das Theater mehr als 140 Werke Picassos: Entwürfe für Bühnenbilder, Fotografien, Kostüme, Bühnenvorhänge, Zeichnungen und Gemälde, darunter auch Entwürfe für Parade. Viele originale Bühnenbilder und Kostüme Picassos sind jedoch zerstört oder verschollen. Von den ursprünglichen Choreografien existieren oft nur noch wenige Schwarz-Weiß-Fotografien. 2009/2010 waren im Palais Garnier Bibliothèque-musée, Paris, in einer Ausstellung der Opéra national de Paris zu den Ballets Russes museale Exponate aus der Parade-Inszenierung von 1917 vertreten.
Im Jahr 2007 brachte das Teatro dell’Opera di Roma eine Rekonstruktion von Parade unter dem Titel „Serata Picasso Massine“ auf die Bühne. 2009 war in den von John Neumeier geleiteten 35. Hamburger Ballett-Tagen Parade ein Bestandteil der Aufführungen anlässlich des 100. Geburtstages der Ballets Russes, aufgeführt von der Donlon Dance Company aus Saarbrücken. 2010 wurde Parade im Rahmen einer Hommage an die Ballets Russes durch das Ballet de Teatres in Madrid aufgeführt, neu choreografiert von Ángel Rodriguez. Zum zehnten Jahrestag der Eröffnung des Graphikmuseums Pablo Picasso in Münster fand im Juni und Juli des Jahres 2010 eine Neuinszenierung des Balletts statt. Die Choreografin Claudine Merkel hat das Stück neu konzipiert. Die Musik zur neuen Parade schrieb der münstersche Komponist Burkhard Fincke, die Kostüme entwarf der Designer Jean Malo. Die Oboistin Stefanie Bloch aus Münster begleitete die Tänzer.
Das Centre Pompidou-Metz zeigte 2012 in seiner Ausstellung 1917 den Bühnenvorhang Picassos als herausragendes Exponat und betonte, er gehöre zu den monumentalsten Werken, die der Künstler geschaffen habe.

## Abbildungen
1. ↑  Pablo Picasso: Bühnenbild für Parade, 1917 (Modell)
2. ↑  Foto: Marie Chabelska als kleines amerikanisches Mädchen, 1917 (Foto: Lachmann), V&A Theatre & Performance Collections
3. ↑  Pablo Picasso:  Foto: Trikot des Artisten (Memento vom 25. Dezember 2010 im Internet Archive), Zeichnung 1917.
4. ↑  Nicholas Zverev als Akrobat, 1917 (Foto: Lachmann) V&A Theatre & Performance Collections
5. ↑  Pablo Picasso: Foto:Studie für das Pferd (mit zwei Darstellern und der Andeutung der Puppe), 1916/17; Musée Picasso, Paris
6. ↑  Pablo Picasso: Foto: Studie für Manager auf dem Pferd, Studien für Parade, 1916/17; Musée Picasso, Paris